# Pseudophalangodes unicolor
Pseudophalangodes unicolor is een hooiwagen uit de familie Gonyleptidae.